# القرون السفلى (الخبت)

تعديل مصدري - تعديل

القرون السفلى هي إحدى قرى عزلة الظاهر بمديرية الخبت التابعة لمحافظة المحويت، بلغ تعداد سكانها 270 نسمة حسب تعداد اليمن لعام 2004.